# Zegen (Film)
Zegen (Originaltitel: 女衒, Zegen, dt. „Der Zuhälter“) ist ein japanischer Film von Shōhei Imamura aus dem Jahre 1987.

## Handlung
Der Film ist eine schwarze Komödie und beginnt im Jahre 1901. Iheiji Muraoka, ein Friseur, wird von der japanischen Regierung in Hongkong und der Mandschurei eingesetzt mit dem Ziel, die Russen auszuspionieren. Sein Geld investiert Muraoka in die Eröffnung mehrerer Bordelle. Erst mit dem Ausbruch des Russisch-Japanischen Krieges im Jahre 1904 ändert sich seine Einstellung zur japanischen Politik.

## Kritik
„Zegen ist vielleicht nicht ein entscheidendes Werk im Œuvre Imamuras, aber es passt ordentlich in das Weltbild, das er in seinen anderen Arbeiten entwickelt hat und schon allein aus diesem Grund ist es wert, gesehen zu werden.“